# 隆田平交道軍車衝撞事故
隆田平交道軍車衝撞事故是1961年3月11日，發生在臺灣臺南縣官田鄉（今臺南市官田區）隆田車站北邊之隆田平交道的重大死傷事故，一列臺灣鐵路管理局火车与中華民國國軍军用卡车相撞，共造成27人死亡（均為軍車的中華民國陸軍官兵）、傷患14人（其中2名是火車乘客）。
隆田平交道當時雖然設置有自動紅燈與警鐘，會在列車進入600公尺範圍時亮燈鳴聲，但並沒有遮桿。平常慢車通過時因為需要耗時等待，常有一般車輛駕駛不耐久候而闖越平交道。此次事故被認為即是因為卡車司機不想等候列車通過而試圖闖越平交道所造成；但也有軍方人士認為是因為軍車司機待遇欠佳，致有司機想開快車省油、再將省下的汽油變賣，故建議也要設法改善軍車司機待遇以減少司機企圖搶快的念頭。

## 事發經過

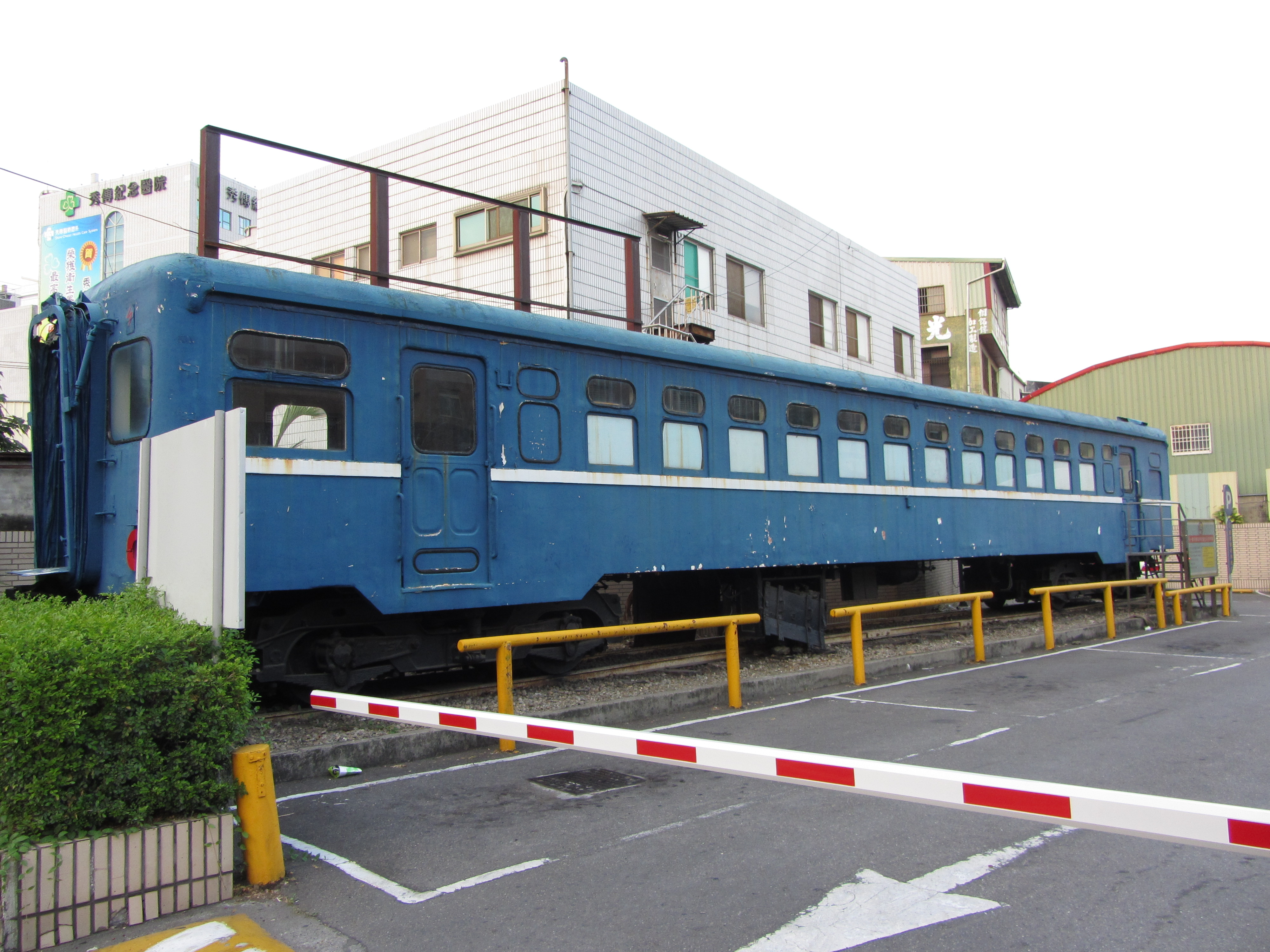
與涉事列車同一系列的DR2650型柴油客車

1961年3月11日12時53分時，南下3001次柴油快車行經隆田平交道時，正好有五輛十輪大卡車從官田訓練中心出發，途中闖越平交道要前往隆田車站。其中第三輛車車頭剛過平交道，後面便遭列車撞毀。卡車上連同司機共有39人，其中22人當場死亡、17人重傷，被送往醫院急救。但在送醫急救過程中，有1人到院前身亡，又有4人在院中不治身亡。又火車上有兩名乘客受傷，故總計該起事故共有27人死亡、14人輕重傷。
此外，列車司機據說在車禍當下一度因衝擊昏厥，列車在無人駕駛情況下仍往隆田車站開去；後來所幸司機恢復意識能夠勉力支持，將列車停下而沒造成進一步的傷亡。

## 事後處理

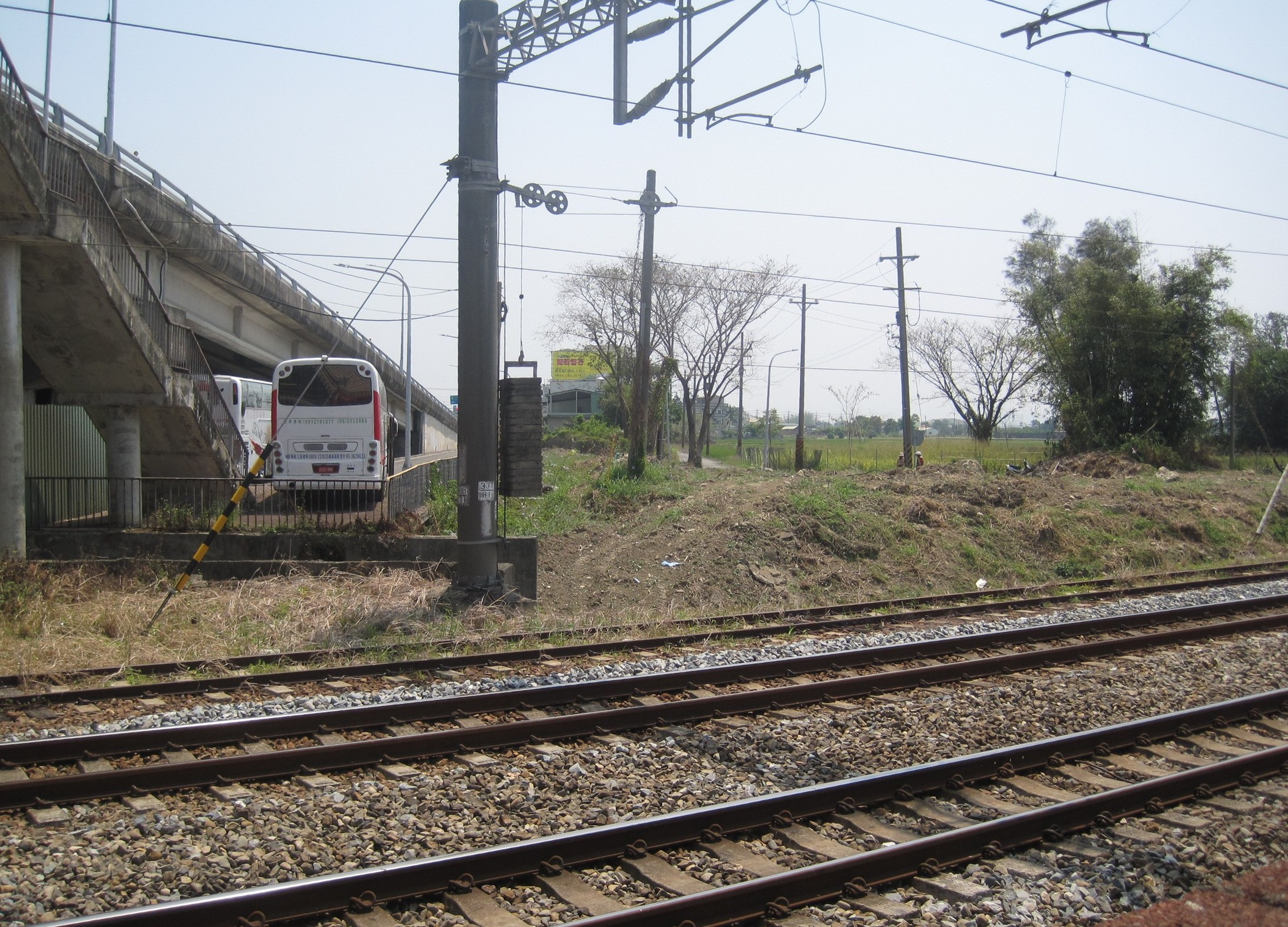
隆田義聖宮附近的鐵路，隆田平交道舊址就位在這一帶。

事件發生後，因原本第3001次列車甲車DR2607號與乙車DR2601號受損，隆田車站調派普通機車調換以繼續行駛。鐵路運輸因該起事故，而受阻約40分鐘。而相關官員也前往現場察看，因涉及軍方，故死者遺體由軍事檢察官會同臺南地檢處檢察官檢驗。
陸軍訓練中心官兵在事故發生之後立即組成棺殮、接待等八個處理小組，於12日清晨將遺體運至隆田農產物脫水加工廠倉庫安置並加以清潔整容，而後上午陸續有死者家屬前來認屍，到下午3時左右大多數的遺體已被家屬領回。訓練中心除發給死者家屬1千到2千元支安葬費外，中華民國國防部也會撥專款撫卹，此外傷者的醫藥費將會由中華民國政府全額負擔。而12名受傷士兵後來被送至臺南陸軍第四總醫院，除少數人外，大部分在12日左右已脫離險境。
而在該年12月，隆田平交道決定裝設當時最新式的自動遮斷機，預定20日啟用，且計畫在日後改為「立體交叉平交道」。

## 立廟

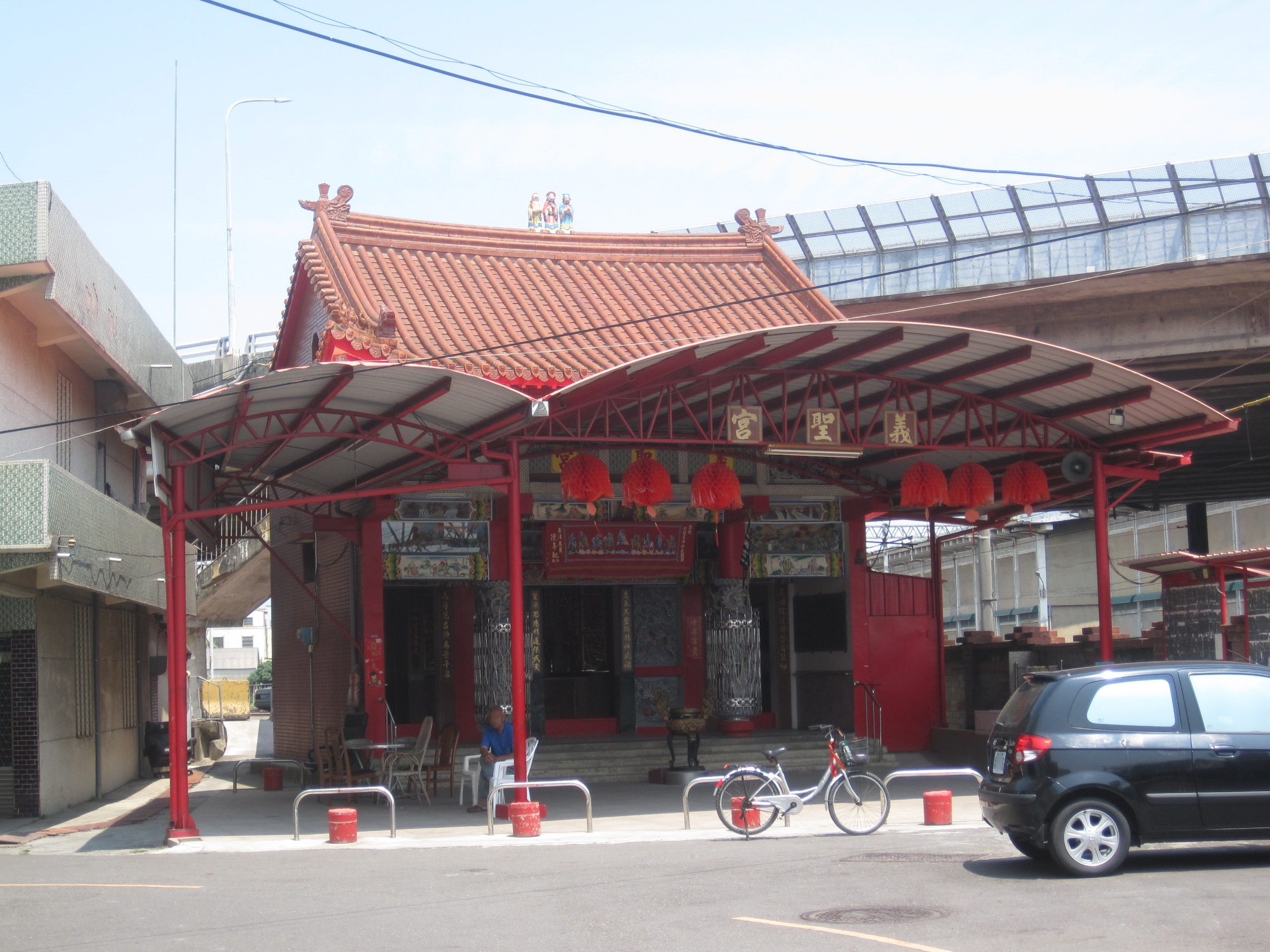
隆田義聖宮

事件過後，該平交道頻傳靈異事件，例如在深夜會聽到軍人的腳踏聲。而後於附近開店的林乞食建廟（義聖宮）安奉亡靈。